# Xarxet de les Andaman
El xarxet de les Andaman és un petit ànec endèmic de les illes Andaman i que s'ha considerat una subespècies d'Anas gibberifrons.
De color general marró fosc, amb la cara i la gola pàl·lides i un anell blanc al voltant de l'ull. Bec gris i iris vermell.
Habita en llacs i manglars. Es reprodueixen entre juliol i octubre, en zones de canyar. Ponen uns 9 ous en nius fets d'herba. S'alimenten principalment de mol·luscs i artròpodes. S'estima una població de 500 – 600, segons un cens realitzat en 1995-98